# SECAM
SECAM или SÉCAM (от фр. Séquentiel couleur avec mémoire, позднее Séquentiel couleur à mémoire — последовательный цветной с памятью; произносится сека́м) — система аналогового цветного телевидения.  
Разработка SECAM началась в 1956 году командой под руководством Анри де Франса (Henri de France), работавшей во Французской телевизионной компании (Compagnie Française de Télévision) CFT.  
Технология была готова к концу 1950-х годов. Первая предложенная система получила название SECAM I в 1961 году, после чего последовали другие исследования, направленные на улучшение совместимости и качество изображения. 
Эти улучшения были названы SECAM II и SECAM III, причем последний был представлен на Генеральной ассамблее Международного консультативного комитета по радио (МККР) 1965 года в Вене. Дальнейшими усовершенствованиями были SECAM III A, за которым последовала SECAM III B, система, принятая для общего использования в 1967 году.
Советские специалисты участвовали в разработке стандарта и создали свой собственный несовместимый вариант под названием NIIR или SECAM IV, который не был развернут. Команда работала в Московском телецентре под руководством профессора Павла Шмакова. Обозначение НИИР происходит от названия  Научно-исследовательского института радио, участвовавшего в исследованиях. Были разработаны два стандарта: нелинейный NIIR, в котором используется процесс, аналогичный гамма-коррекции, и линейный NIIR или SECAM IV, в котором этот процесс не используется.
Регулярное вещание в этом стандарте было начато 1 октября 1967 года одновременно в Москве и Париже.

## Описание

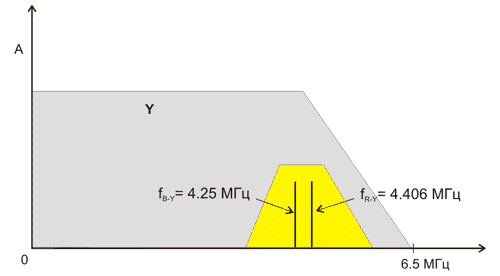
Спектр телевизионного сигнала SECAM. Серое поле соответствует сигналу яркости, а жёлтое — сигналу цветности. Вертикальные линии обозначают составляющие поднесущей, соответствующие красному (4,406 МГц) и синему (4,25 МГц) цветоразностным сигналам при отсутствии модуляции

Так же как в других системах цветного телевидения — NTSC и PAL, — для совместимости с чёрно-белым телевизионными приёмниками вместо непосредственной передачи трёх сигналов основных цветов осуществляется передача сигнала яркости Y, соответствующего чёрно-белому изображению, и двух цветоразностных сигналов R-Y и B-Y, несущих информацию о красном и синем цветах соответственно. Недостающая информация о зелёном цвете G восстанавливается в приёмном устройстве вычитанием суммы цветоразностных сигналов из яркостного в соответствии с соотношением:
{\displaystyle Y=0{,}299R+0{,}587G+0{,}114B}.
В случае просмотра программы на чёрно-белом телевизоре используется только сигнал яркости, ничем не отличающийся от видеосигнала чёрно-белого телевидения. Сигнал цветности, который содержит информацию о цветоразностных сигналах, чёрно-белым телевизором не принимается. Он передается на вспомогательной несущей частоте — поднесущей, которая принимается блоком цветности цветных телевизоров, содержащим декодер, преобразующий сигналы поднесущей и яркости в сигналы трёх цветов. Сигнал цветности передается при помощи частотной модуляции поднесущей с целью повышения устойчивости к амплитудным и фазовым искажениям, к которым особенно чувствительна система NTSC, разработанная ранее. Для уменьшения видимости поднесущей на экране её амплитуда не превышает 25% от размаха сигнала яркости, а сигналы цветности подвергаются в передающем устройстве предыскажениям для повышения помехозащищённости.
Главной особенностью системы SECAM, отражённой в её названии, является передача во время интервала одной строки только одного цветоразностного сигнала из двух, передаваемых поочерёдно. В приёмнике сигнал, передаваемый в течение одной строки, воспроизводится в течение двух строк за счёт использования строчной памяти. В момент передачи сигнала R-Y из строчной памяти в декодер поступает сигнал предыдущей строки B-Y и наоборот. Поскольку система SECAM используется только с европейским стандартом разложения 625/50, длительность запоминания, равная периоду одной строки, составляет 64 микросекунды.
В аналоговых телевизионных приемниках для реализации памяти первоначально использовались ультразвуковые линии задержки, а в настоящее время применяются более устойчивые цифровые устройства запоминания. Во время строчного гасящего импульса производится двойная коммутация, чтобы направить приходящий сигнал на один вход декодирующего устройства, а сигнал из строчной памяти на другой. В результате на оба входа блока цветности одновременно поступают два цветоразностных сигнала: один из текущей строки, а другой — из предыдущей. Полученные сигналы, вычитаемые из яркостного, дают на выходе блока цветности три сигнала, соответствующие основным цветам, которые подаются на электронные пушки кинескопа.
Поочерёдная передача цветоразностных сигналов требует согласованной работы коммутаторов передающего и принимающего устройств, которые должны переключаться синхронно и синфазно. Для этого используется сигнал цветовой синхронизации, или, как его часто называют, сигнал цветового опознавания. Он состоит из серии 9 импульсов трапецеидальной формы, добавляемых в цветоразностные сигналы во время кадровых гасящих импульсов с 7-й по 15-ю строки нечётного и с 320-й по 328-ю чётного полукадров. Начало и конец каждого импульса совпадают с началом и концом активной части строки. Опознавание происходит за счёт разницы в частотах соседних импульсов, принимающих крайние значения 4,756 МГц для «красных» и 3,9 МГц для «синих» строк. В современных телевизорах вместо сигналов опознавания для цветовой синхронизации используются защитные вставки немодулированной поднесущей, следующие на задней площадке строчных гасящих импульсов. Частота этих пакетов, также используемых для настройки амплитудного ограничителя сигнала цветности, соответствует частоте несущей передаваемого в соответствующей строке цветоразностного сигнала.

## Достоинства и недостатки
Основным преимуществом системы SECAM является отсутствие перекрёстных искажений между цветоразностными сигналами, достигаемое за счёт их последовательной передачи. Однако на практике это преимущество не всегда может быть реализовано из-за несовершенства коммутаторов сигнала цветности в декодирующем устройстве. Последнее, правда, относится к совсем старым телевизорам типа «Рубин-401» или УЛПЦТ с диодным коммутатором каналов прямого и задержанного сигнала. В более поздних моделях стали применяться многотранзисторные коммутаторы, и дефект полностью исчез. Система SECAM практически нечувствительна к дифференциально-фазовым искажениям, особенно критичным для системы NTSC. За счёт применения частотной модуляции высока устойчивость к изменениям амплитуды поднесущей, возникающим вследствие неравномерности АФЧХ тракта передачи. Система NTSC, использующая квадратурную модуляцию, более чувствительна к таким искажениям, проявляющимся как изменение цветовой насыщенности. По этим же причинам SECAM менее чувствителен к колебаниям скорости магнитной ленты видеомагнитофона.
К недостаткам системы стоит отнести в первую очередь низкую помехозащищённость, проявляющуюся при соотношении сигнал/шум принимаемого сигнала менее 18 дБ. В этом случае качество цветного изображения резко падает, и становятся видимы низкочастотные цветные помехи. Хотя сами сигналы цветности PAL/NTSC и менее подвержены помехам, в реальных телевизорах при столь низком отношении сигнал/шум нарушается цветовая синхронизация, и прием цветного изображения также становится невозможным. Другим недостатком является более низкая, чем у NTSC и PAL, совместимость с чёрно-белыми телевизорами. В таких приёмниках, не оснащённых фильтром поднесущей, помехи от неё сильно заметны, особенно на вертикальных границах между цветами. Однако в большинстве серийных ламповых черно-белых телевизоров II—III классов реальная полоса пропускаемых видеоусилителем частот не превышала 3,5 — 4 МГц, поэтому сигналы цветности не попадали на управляющий электрод кинескопа. Лишь в поздних советских черно-белых телевизорах УСТ, выполненных на унифицированных модулях цветных телевизоров, видеоусилители стали пропускать полную полосу частот видеосигнала, поэтому их пришлось оснастить режекторными фильтрами цветовых поднесущих.
Из-за использования частотной модуляции поднесущей в системе SECAM сильнее, чем в других, проявляются перекрёстные искажения между сигналами яркости и цветности, особенно заметные в виде цветных «факелов» в детализированных сюжетах с малой цветовой насыщенностью. Подавление возможных перекрёстных помех достигается за счёт снижения качества сигнала яркости, в котором подавляется значительная часть высокочастотного спектра, ответственная за горизонтальную чёткость. Благодаря последовательной передаче цвета цветное изображение стандарта SECAM имеет в два раза меньшую чёткость по вертикали, чем монохромное. Это считается допустимым в силу большей чувствительности глаза к яркостной составляющей: на среднестатистических сюжетах такое ухудшение почти незаметно. Гораздо более заметны искажения, проявляющиеся на резких вертикальных цветовых переходах и усугубляемые чересстрочной развёрткой. Такие искажения проявляются как заметное глазу дрожание горизонтальных границ с частотой 12,5 Гц. Неточность линии задержки может приводить к искажениям, проявляющимся в «зубчатости» вертикальных цветовых границ, непрерывно скользящей из-за чересстрочной развёртки.
Согласно всесторонним исследованиям, проведённым в 1965—1966 гг. в ОСЦТ-2 (Опытная станция цветного телевидения) для сравнения различных систем цветного телевидения, при выборе лучшей для широкого внедрения в СССР, на тот момент ни одна из конкурирующих систем не показала решающих технических или экономических преимуществ перед другой. Преимуществом системы SECAM была меньшая чувствительность к искажениям при передаче по междугородным линиям и при видеозаписи; недостатком — усложнение устройства видеомикшеров.

## Версии SECAM
В мире используются несколько модификаций стандарта SECAM, не отличающихся друг от друга способом передачи цветоразностных сигналов, включая так называемые предыскажения. Отличаются только несущие частоты яркостного видеосигнала, звукового сопровождения и способ модуляции звука. Одним из важных различий в настоящее время является способ опознавания цвета. Для этого могут применяться как стандартные сигналы цветового опознавания SECAM, так и пакеты импульсов поднесущей во время строчного гашения. В настоящее время последний способ считается основным, хотя в России передаются оба сигнала одновременно, а во Франции — только «вспышки» в строчном гасящем импульсе. Во всех случаях используется только европейский стандарт разложения 625/50.
| Стандарт  | Полоса канала           | Полоса сигнала яркости | Полярность видеосигнала | Несущая звука | Модуляция звука | Страна                                                     |
| --------- | ----------------------- | ---------------------- | ----------------------- | ------------- | --------------- | ---------------------------------------------------------- |
| SECAM-L   | 8 МГц                   | 6 МГц                  | Позитивная              | +6,5 МГц      | АМ              | Франция                                                    |
| SECAM-K1  | 8 МГц                   | 6 МГц                  | Негативная              | +6,5 МГц      | ЧМ              | Бывшие заморские владения Франции                          |
| SECAM В/G | 7 МГц (МВ), 8 МГц (ДМВ) | 5 МГц                  | Негативная              | +5,5 МГц      | ЧМ              | Греция, ГДР (до 1989 г.),некоторые страны Ближнего Востока |
| SECAM D/K | 8 МГц                   | 6 МГц                  | Негативная              | +6,5 МГц      | ЧМ              | Россия, СНГ                                                |

Вариант MESECAM (англ. Middle East SECAM — SECAM Ближнего Востока) не является вещательным стандартом и используется только при записи на магнитную ленту в формате VHS на видеомагнитофоны, предназначенные для стандарта PAL. При записи на магнитную ленту во всех бытовых стандартах цветоразностному сигналу отводится область более низких частот, а спектр в целом оказывается инвертированным, по сравнению со спектром исходного телесигнала. Описанный стандартом процесс обработки цветоразностных сигналов для системы SECAM включает деление поднесущих на 4 и подавление верхней боковой полосы. В варианте MESECAM для упрощения схемы видеомагнитофона используется та же схема обработки сигнала, что и для стандарта PAL — сигнал переносится в низкочастотную область с помощью дополнительного гетеродина, при этом в сигналах системы PAL сохраняются не только частотные, но и фазовые соотношения сигналов, не обязательные для системы SECAM.
Вариант SECAM-M практически не использовался. Он недолгое время использовался в Венесуэле (отброшен в пользу NTSC-M), а также на территории бывшего Южного Вьетнама.

## История
- 1956 год — начало разработки стандарта во Франции[4];
- 1961 год — разработана первая версия стандарта SECAM I, в этой версии цветовые поднесущие передавались на одной частоте;
- 1965 год — SECAM III (он же SECAM Optimised) представлена на ассамблее МККР. Это и есть используемый в настоящее время стандарт SECAM («III» больше не указывается). В этом же году в СССР разработан и запатентован собственный улучшенный стандарт НИИР (он же SECAM-IV, он же NIR или NIIR);
- 1967 год — началось цветное телевизионное вещание в стандарте SECAM (SECAM-IIIB) во Франции и СССР[4].

Бытует расхожее мнение, что стандарт SECAM был принят в СССР по политическим мотивам, в пику США с их стандартом NTSC. На самом деле выбор осуществлялся на конкурентной основе из четырёх существовавших тогда вариантов (НИИР, PAL, SECAM и NTSC). Сравнение проводилось путём трансляции сигналов по существующим тогда радиорелейным линиям (не самого подходящего качества) и записи на видеомагнитофон «Кадр-1Ц». Считается, что SECAM в этих условиях показал наилучшее качество. Советский стандарт НИИР тогда был только в макете и потенциально мог превосходить своих конкурентов. Когда стало очевидно, что выбор может остановиться на НИИР, французы признали систему SECAM совместной советско-французской, что избавило советских производителей телевизоров от патентных отчислений. Это и стало решающим фактором при принятии нового стандарта в СССР. Дополнительным аргументом стал визит президента Франции де Голля в Москву, к которому были подготовлены постановления Совета министров СССР и ЦК КПСС о выборе системы цветного телевидения.
Также в пользу SECAM сыграл тот факт, что в декодерах этого стандарта не требуется кварцевый резонатор — дефицитный и дорогой на тот момент радиокомпонент, а к ультразвуковой линии задержки предъявлялись более скромные требования по точности, чем в стандарте PAL. Из-за особенностей последнего, отклонение времени задержки не должно превышать 5 наносекунд, тогда как в системе SECAM допустимо отклонение до 30 наносекунд.
Известны также любительские конструкции цветных телевизоров системы SECAM вообще без ультразвуковой линии задержки, например, телевизор С. К. Сотникова. В этом случае на экране красные и синие строки воспроизводятся через одну в момент передачи соответствующих цветоразностных сигналов. Зелёный цвет формируется несколько сложнее: в красной и синей строках появляются разностные полусигналы, которые, за счет ограниченной разрешающей способности кинескопа и глаза зрителя, визуально воспринимаются как цельный сигнал.

## География распространения

Системы телевидения стран мира

Система SECAM являлась основной системой цветного аналогового эфирного телевидения в России. Аналоговое вещание прекращено во Франции с 29 ноября 2011 и в России с 14 октября 2019 года. Основные параметры советского, российского телевидения этого стандарта определяются в рамках ГОСТ 7845—92. Кроме России система также применяется в ряде стран Африки и Ближнего Востока и ранее применялась в Монако, Люксембурге, а также в бывших странах СЭВ. С падением СССР в Восточной Европе система SECAM стала постепенно вытесняться системой PAL.
В 1990-х годах неоднократно поднимался вопрос о переходе российского вещания на систему PAL, но наличие огромного парка телевизионных приёмников, поддерживающих единственный стандарт SECAM, сделало такой переход невозможным. До прекращения в 2019 году эфирное аналоговое вещание телевизионных каналов в России продолжалось в системе SECAM. Однако многие телевизионные каналы, транслирующиеся по кабельных сетям (в том числе и после прекращения аналогового эфирного вещания) и даже в открытом эфире (региональные каналы), передаются в системе PAL, что делает невозможным их просмотр на старых советских телевизорах в цвете. Студийное видеооборудование стандарта SECAM не производится с начала 1990-х годов, и все программы до перехода на цифровое оборудование производились в системе PAL в европейском стандарте разложения, а в эфир видеосигнал поступал после транскодирования в систему SECAM.
Переход на систему PAL абсолютно неактуален в связи с моральным устареванием всех аналоговых стандартов цветного телевидения и переходом на цифровые технологии высокой чёткости. С другой стороны, для подавляющего большинства современных телеприёмников не составляет никакой проблемы поддерживать все три телевизионных системы передачи цвета.
На момент 2024 года лишь некоторые африканские страны и страны Юго-Восточной Азии вещают в этом формате.
В шутку SECAM расшифровывают как «System Essentially Contrary to American Method» (система, по сути противоположная американскому методу).